# He's So Fine
"He's So Fine" é uma canção escrita por Ronnie Mack. Foi gravada por The Chiffons, que ficou no topo da Billboard Hot 100 por quatro semanas na primavera de 1963. Uma das canções antigas mais instantaneamente reconhecíveis com seu vocal de apoio doo-lang doo-lang doo-lang, "He's So Fine" também é conhecida como a canção que deu origem ao caso de plágio contra George Harrison, acusado de ter utilizado elementos desta na sua canção "My Sweet Lord".
A cantora country Jody Miller emplacou um hit no top dez em 1971 com seu cover de "He's So Fine".

## Versão das Chiffons

### Contexto
"He's So Fine" foi escrita por Ronald Mack, um conhecido dos membros do The Chiffons que se tornou seu empresário depois de ouvi-las harmonizar no refeitório da escola. Mack despertou o interesse da Bright Tunes Corporation, uma produtora administrada pelos Tokens, que produziu as Chiffons cantando "He's So Fine" e duas outras composições de Mack no Capitol Recording Studios (Nova Iorque, 165 W. 46th St.).
Os próprios Tokens – que nunca haviam tocado em uma sessão de gravação – forneceram a instrumentação, com os serviços do baterista Gary Chester.
Originalmente uma das outras duas músicas: "Oh, My Lover", foi considerada o hit em potencial. Mas a faixa completa de "He's So Fine" com seu agora clássico vocal de apoio 'Doo-lang doo-lang doo-lang' — a sugestão do engenheiro de som da sessão Johnny Cue — parecia um sucesso óbvio. No entanto, a Capitol Records (para quem os Tokens eram produtores da casa) rejeitou a faixa: Jay Siegal dos Tokens lembrou que o presidente da Capitol, Voyle Gilmore, descartou a faixa como "muito banal ... muito simples". Os Tokens venderam "He's So Fine" para dez gravadoras antes de colocá-la na Laurie Records. De acordo com Siegal, "Nós a tocamos, e eles trancaram as portas e disseram 'Vocês não vão sair daqui. Queremos esse disco.' ... Claro que já havíamos sido rejeitados por dez empresas. Dê-nos oitenta centavos e nós teríamos dado a você o disco."
Os dois últimos sucessos do Top 10 dos Chiffons contêm ecos de "He's So Fine", embora nenhuma das músicas tenha sido escrita por Ronald Mack, que morreu logo após os Chiffons terem gravado sua música. "One Fine Day" foi escrita por Carole King e Gerry Goffin, e "Sweet Talking Guy" – na qual os vocais de apoio cantam "he's so fine" – foi coescrita pelo cofundador da Laurie Records, Eliot Greenberg.
"He's So Fine", do The Chiffons, também está na trilha sonora do filme Quadrophenia, de 1979, da banda inglesa The Who.

### Recepção
Lançado no início de 1963, "He's So Fine" entrou nas paradas nacionais em fevereiro de 1963, alcançando a posição n.º 1 em 30 de março e permanecendo n.º 1 por um período de quatro semanas e também chegou ao número um na parada de singles de soul. A Billboard classificou o disco como a 5.ª música de 1963. "He's So Fine" também foi um hit n.º 16 no Reino Unido. A Billboard nomeou a música n.º 73 em sua lista das 100 melhores músicas de grupos femininos de todos os tempos.

### Desempenho gráfico
| Gráfico (1963)                                   | Posição de pico |
| ------------------------------------------------ | --------------- |
| Canadá (CHUM)                                    | 1               |
| Nova Zelândia (Lever Hit Parade)                 | 1               |
| Singles do Reino Unido (Official Charts Company) | 16              |
| Billboard Hot 100 dos EUA                        | 1               |
| Hot R&B Singles dos EUA (Billboard)              | 1               |

### Ação judicial contra "My Sweet Lord"
Em 10 de fevereiro de 1971, a Bright Tunes Music Corporation entrou com uma ação alegando que o então hit de George Harrison, "My Sweet Lord", era um plágio de "He's So Fine". O caso não foi a julgamento até fevereiro de 1976, quando o juiz decidiu sobre a parte de responsabilidade do processo em favor da Bright Tunes, determinando que Harrison havia cometido plágio "subconsciente". O processo para determinar os danos foi agendado para novembro de 1976, mas adiado até fevereiro de 1981, quando Allen Klein, antigo empresário de Harrison que havia sido seu consultor jurídico na primeira fase do processo, tornou-se o autor em virtude da compra da Bright Tunes. A decisão final foi que o próprio Harrison compraria a Bright Tunes de Klein por 587 mil de dólares — o valor que Klein havia pago pela corporação — e embora o litígio tenha continuado por pelo menos mais dez anos, essa decisão foi mantida. Em 1975, os Chiffons gravariam uma versão de "My Sweet Lord", tentando capitalizar a publicidade gerada pelo processo. "This Song" de Harrison foi escrita em reação ao processo de plágio.